# Lucette Moreau
Lucette Moreau (* 17. Januar 1956 in Pointe-des-Cascades, Vaudreuil-Soulanges) ist eine ehemalige kanadische Kugelstoßerin und Diskuswerferin.
1975 gewann sie bei den Panamerikanischen Spielen in Mexiko-Stadt Bronze im Kugelstoßen und wurde Vierte im Diskuswurf.
Bei den Olympischen Spielen 1976 in Montreal kam sie in beiden Platzen auf den 13. Platz.
1977 wurde sie beim Leichtathletik-Weltcup in Düsseldorf in beiden Disziplinen Vierte. Im Jahr darauf holte sie bei den Commonwealth Games 1978 in Edmonton Bronze im Diskuswurf und wurde Neunte im Kugelstoßen. 1979 wurde sie bei den Panamerikanischen Spielen in San Juan Fünfte im Diskuswurf und Sechste im Kugelstoßen.
Der Olympiaboykott Kanadas verhinderte eine Teilnahme an den Olympischen Spielen 1980. Beim ersatzweise abgehaltenen Liberty Bell Classic wurde sie Zweite im Diskuswurf.
1976 wurde sie Kanadische Meisterin im Kugelstoßen, 1976 und 1980 im Diskuswurf.

## Persönliche Bestleistungen
- Kugelstoßen: 16,96 m, 16. Oktober 1975, Mexiko-Stadt
- Diskuswurf: 58,58 m, 13. Juni 1976, Montreal